# عنکبوت موشی بردلی
عنکبوت موشی بردلی (نام علمی: Missulena bradleyi) نام یک گونه از سرده عنکبوت‌های موشی است. این عنکبوت بوم زاد استرالیا است. این گونه اولین بار توسط ویلیام جوزف راینبو در سال ۱۹۱۴میلادی کشف و نامگذاری شده‌است.

## نگارخانه

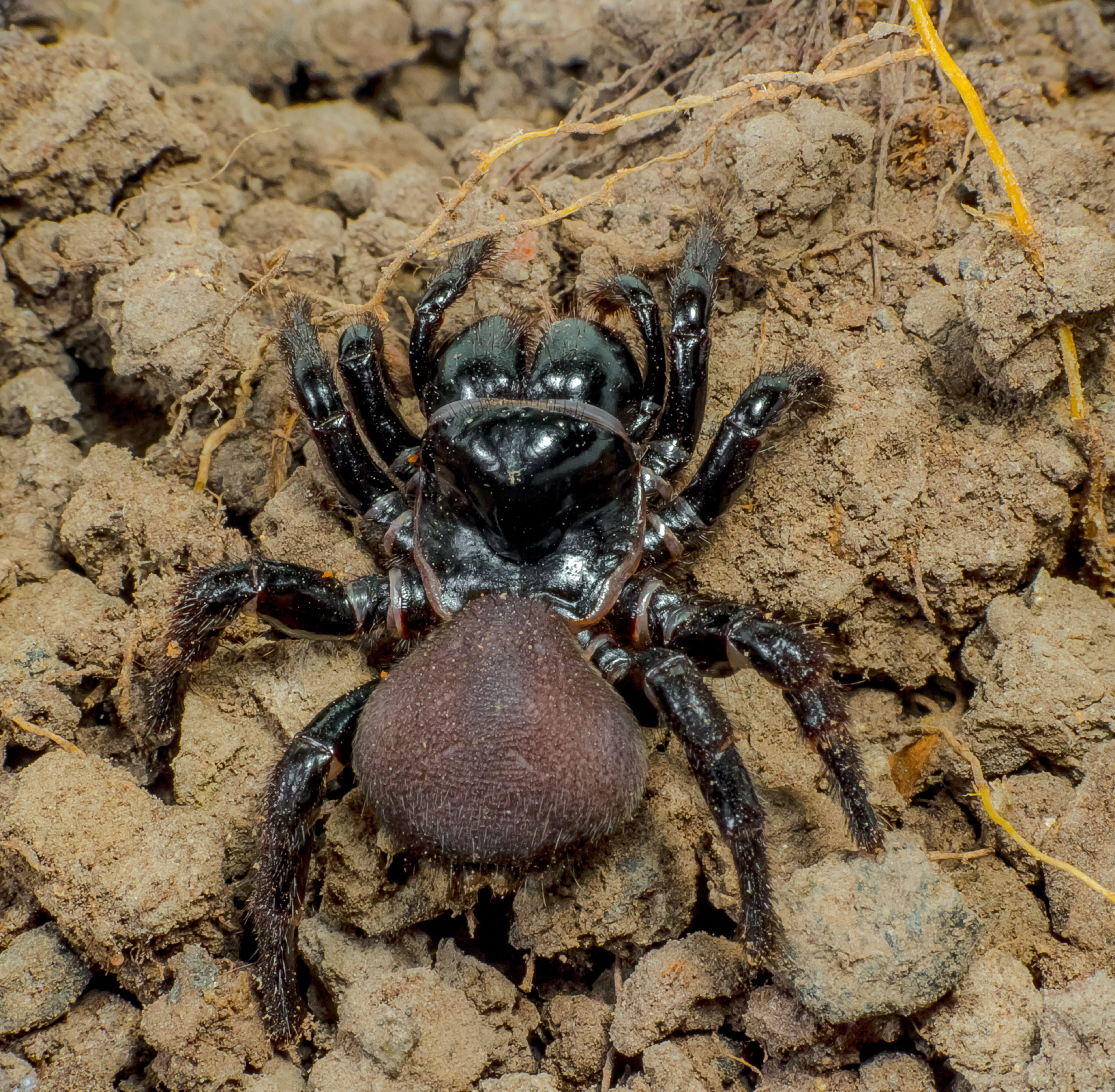
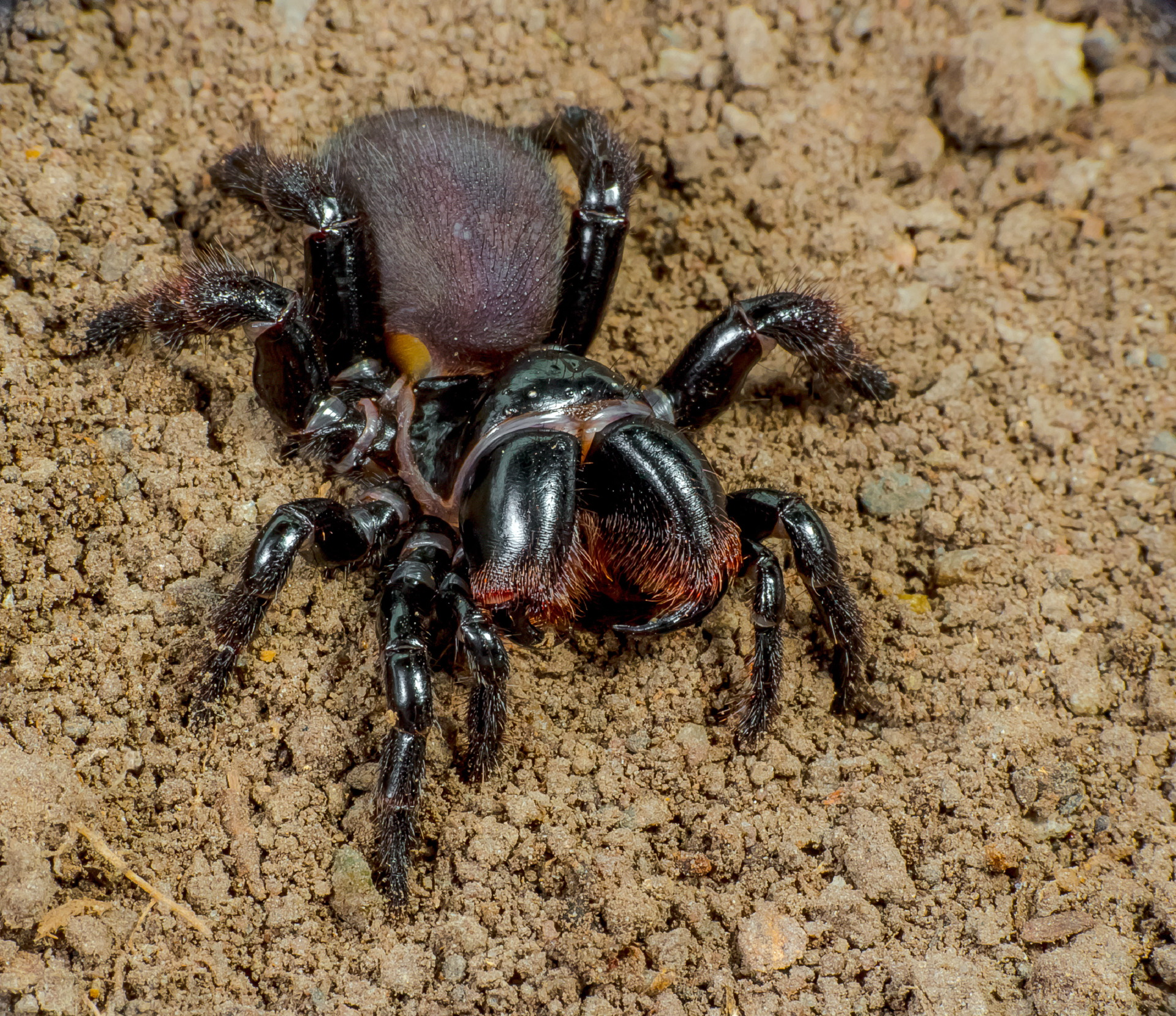
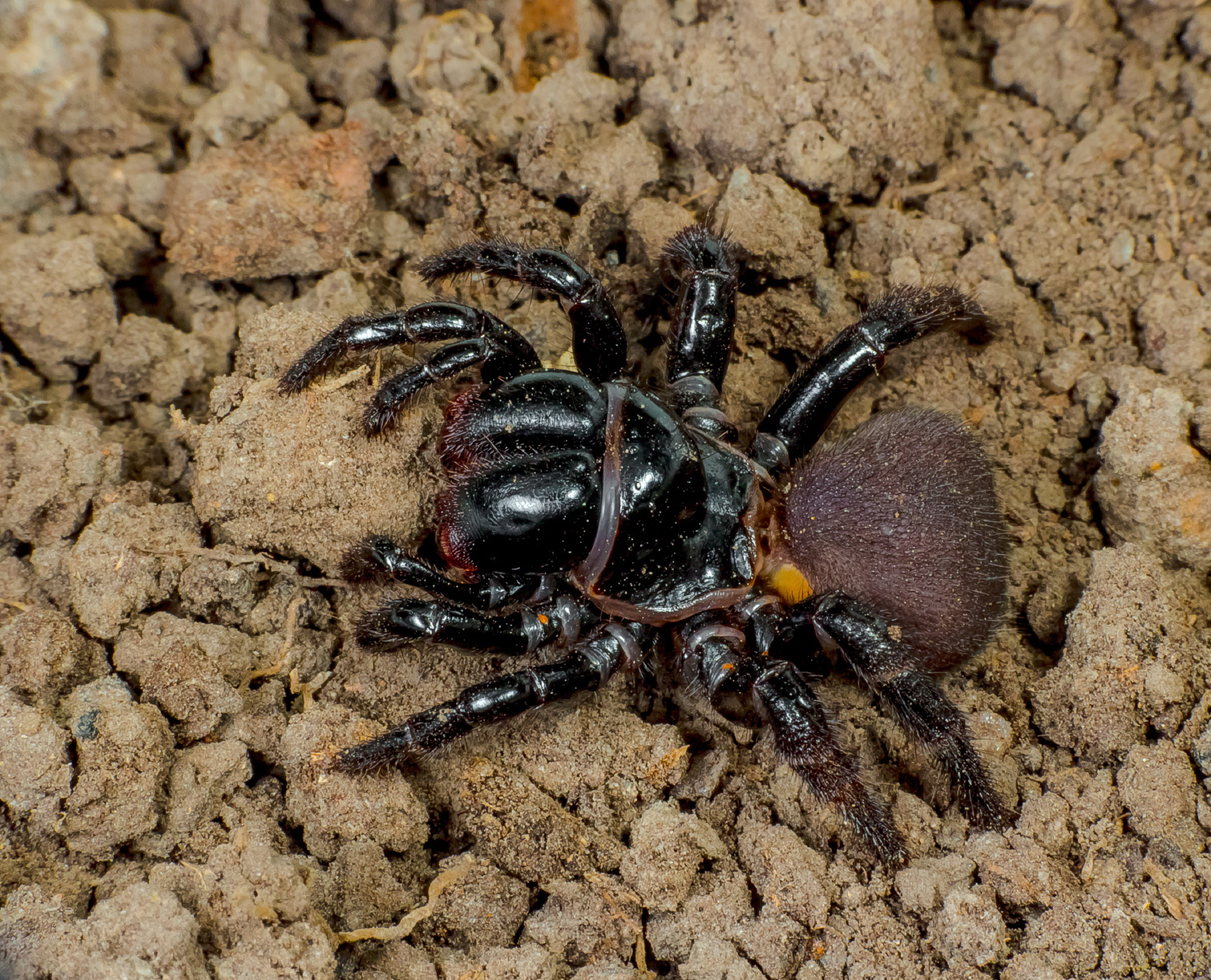
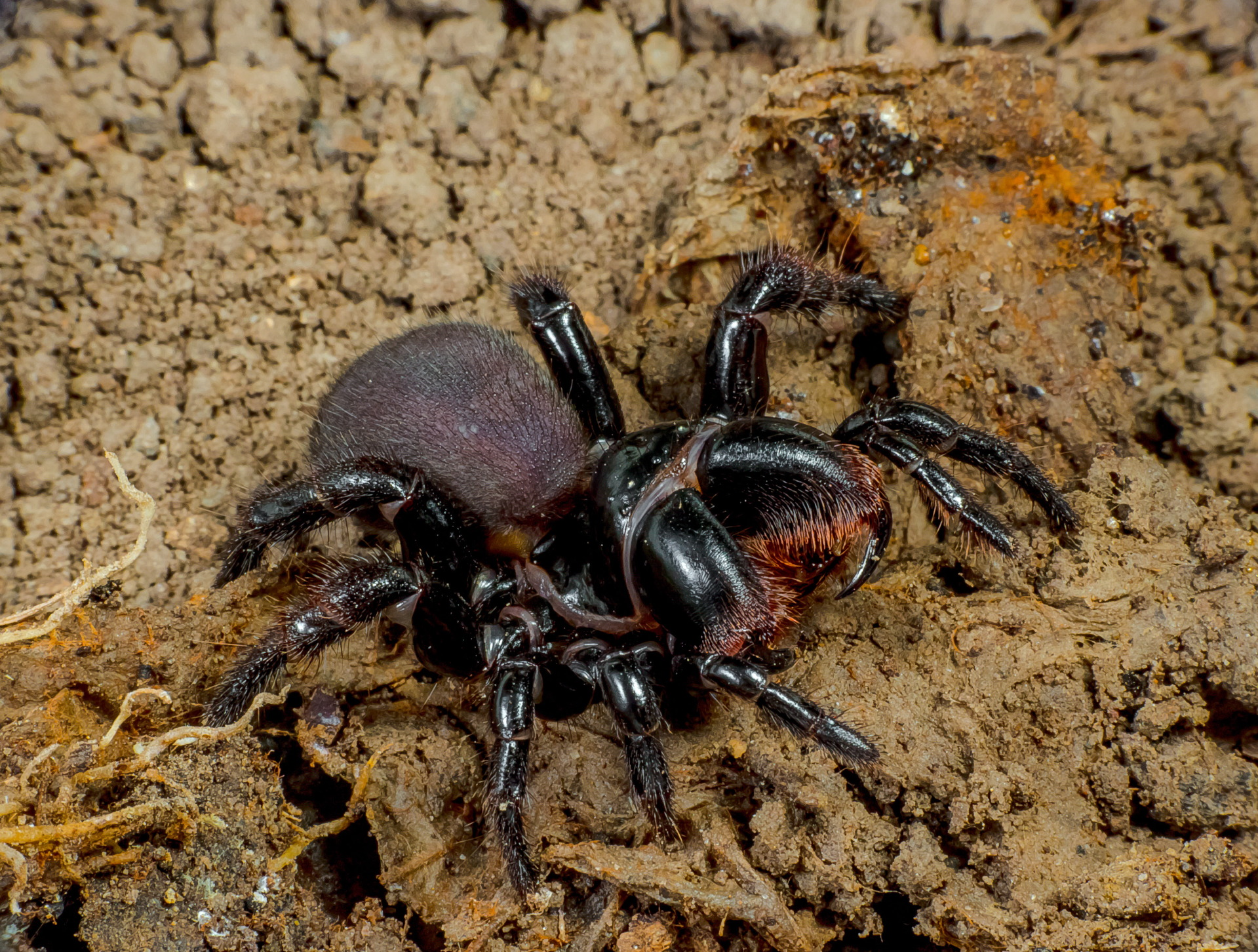
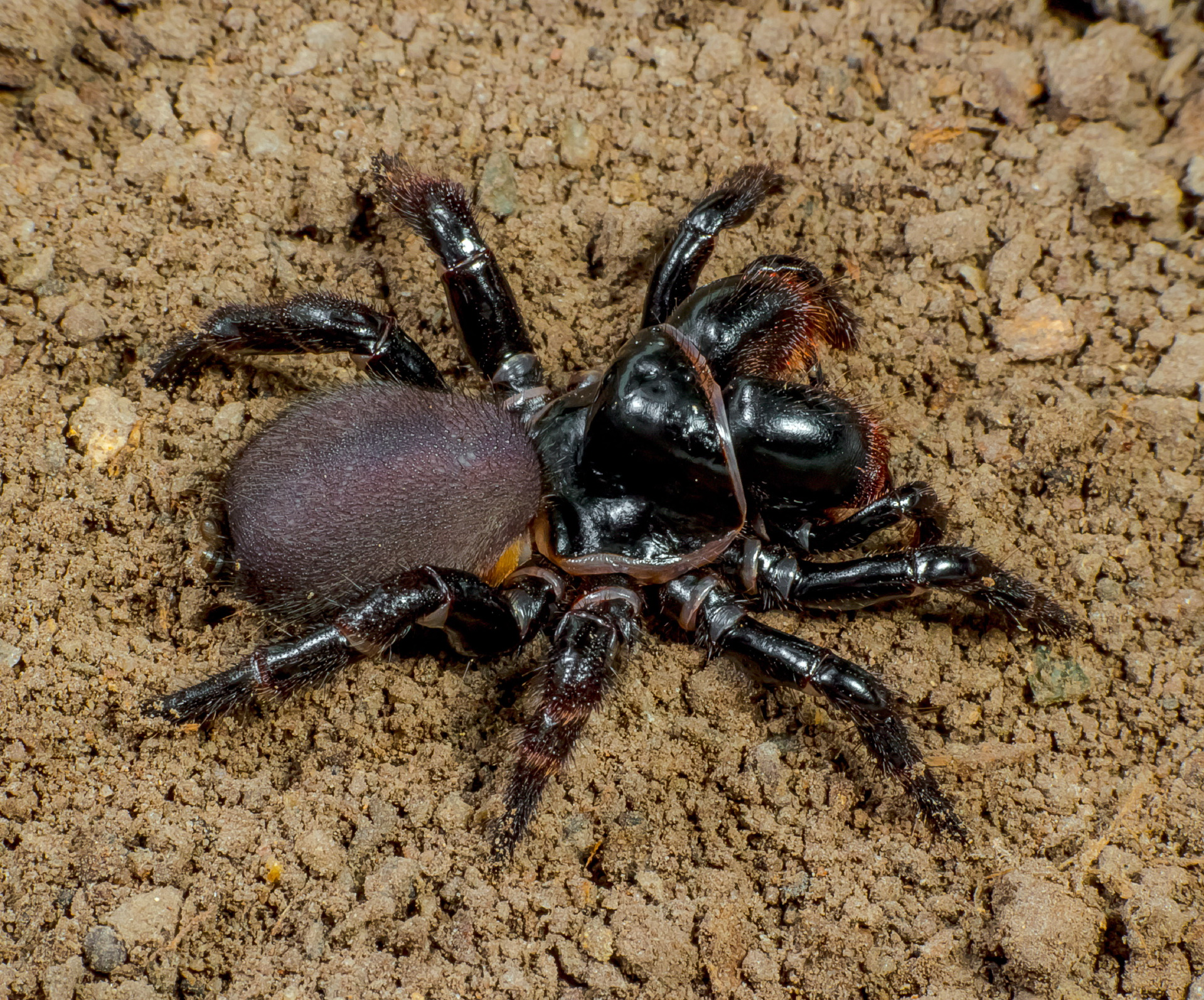